# 實踐女子大學

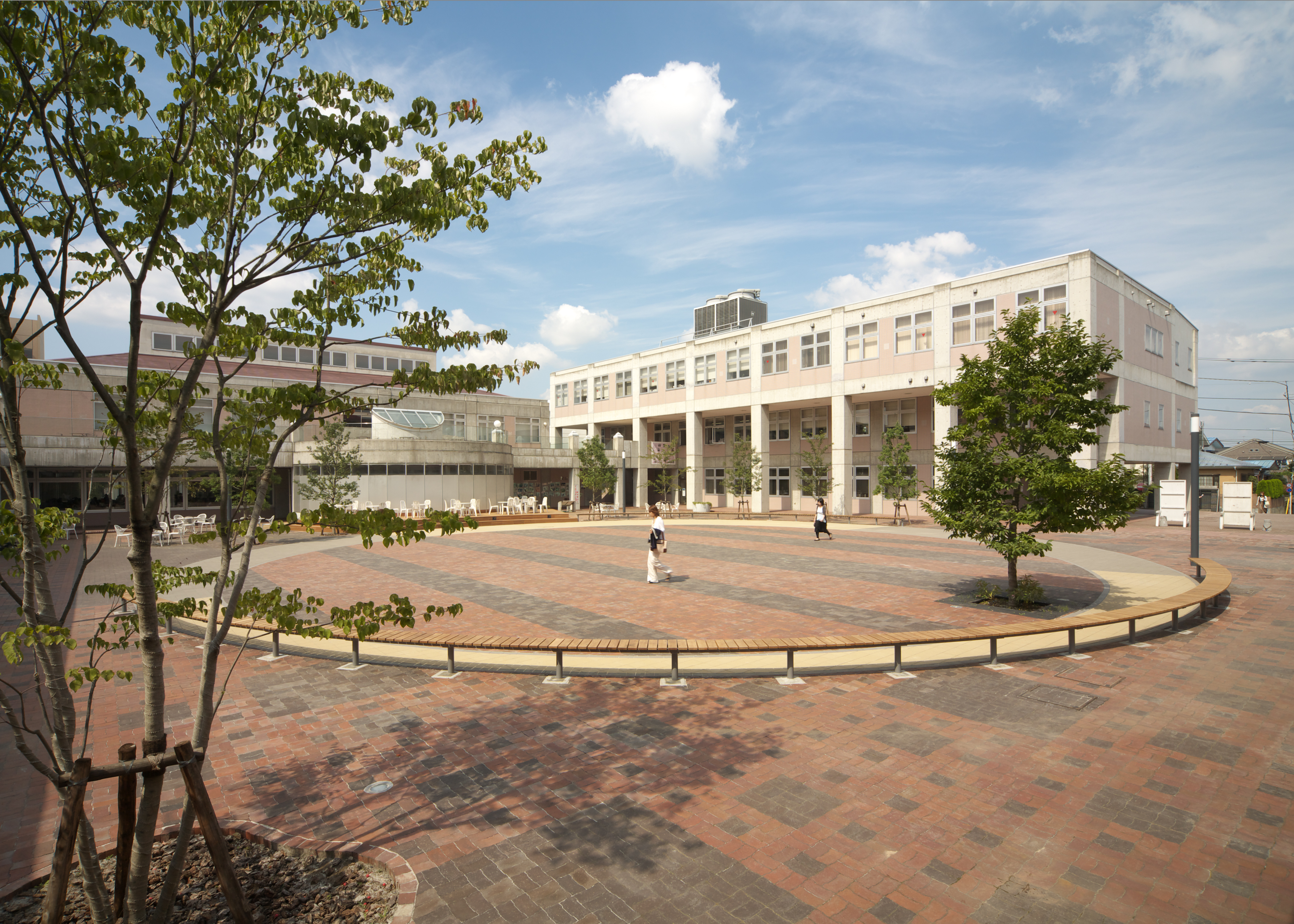
實踐女子大學

實踐女子大學（日语：実践女子大学）是位于日本东京都日野市的一所私立女子大学。该校由诗人和教育家下田歌子于1899年创立，當時名為實踐女學校。1949年改制為實踐女子大學。